# Bahnhof Herdorf
Der Bahnhof Herdorf ist der Bahnhof in Herdorf, einer Stadt im Landkreis Altenkirchen in Rheinland-Pfalz. Er befindet sich an der Bahnstrecke Betzdorf–Haiger, die als Hellertalbahn bezeichnet wird.

## Geschichte

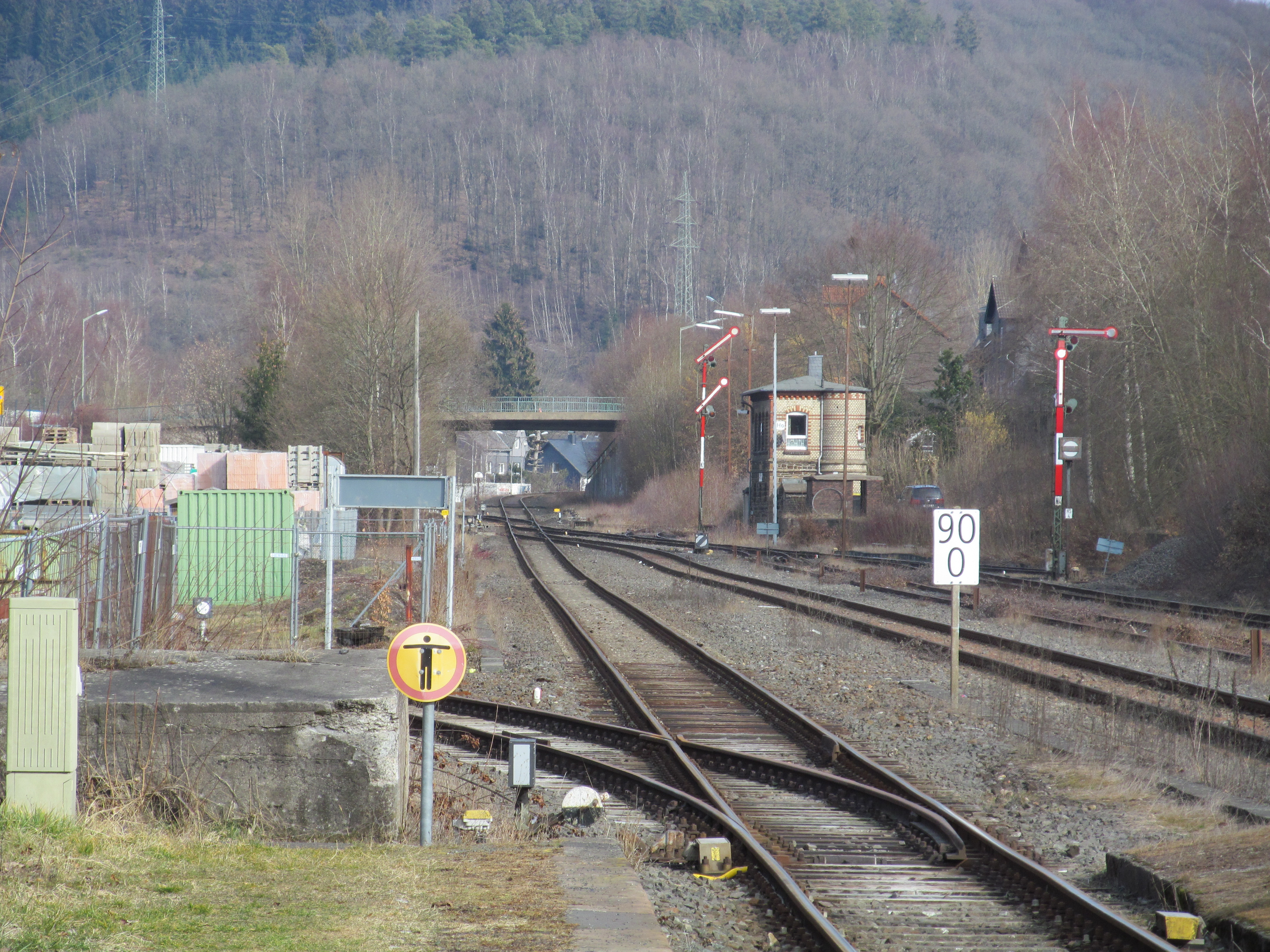
Noch erhaltene Formsignale am Bahnhof Herdorf (2019)

Der Bahnhof wurde 1861 eröffnet. Ab hier bestanden Direktverbindungen nach Betzdorf und Gießen.
Das heute geschlossene Bahnhofsgebäude beherbergte neben einer Bahnhofsgaststätte, Fahrkartenschalter, Gepäckabfertigung, einen Warteraum sowie Dienstwohnungen für Bahnbedienstete und ein mechanisches Stellwerk.
Seit 1907 endete hier die Bahnstrecke Herdorf–Unterwilden der Freien Grunder Eisenbahn. Der Übergabebahnhof liegt östlich des Bahnhofes. Seit 1970 wird die Strecke von der Kreisbahn Siegen-Wittgenstein betrieben.
Der Bahnhof diente neben dem Personenverkehr auch dem Güterverkehr, es existiert bis heute eine Verladerampe zur Umladung von Waren auf LKW, welche jedoch nicht mehr benutzt wird.

## Betrieb
| Linie | Linienverlauf | Takt    | Regelgleis |
| ----- | --- | ------- | ---------- |
| RB 96 | Hellertal-Bahn: Betzdorf (Sieg) – Grünebacherhütte – Grünebach Ort – Sassenroth – Königstollen – Herdorf – Struthütten – Altenseelbach – Neunkirchen (Kr Siegen) – Wahlbach (Kr Siegen) – Burbach (Kr Siegen) – Würgendorf (Ort) – Würgendorf – Holzhausen (Kr Siegen) – Niederdresselndorf – Allendorf (Dillkr) – Haiger Obertor – Haiger – Sechshelden – Dillenburg Stand: Fahrplanwechsel Dezember 2021 | 120 min | 1          |

Der Bahnhof Herdorf wird durch die Linie RB96 nach dem Rheinland-Pfalz-Takt täglich im Stundentakt angefahren. Er befindet sich im Eigentum der DB InfraGO. Die Strecke wird durch die Hessische Landesbahn, Bereich Dreiländerbahn, bedient und liegt im Verbundgebiet des Verkehrsverbund Rhein-Mosel (VRM).
Am Bahnhof befindet sich eine Haltestelle der Buslinie 23 von Glockenfeld nach Neunkirchen im Siegerland.